# SH-05G
ドコモ タブレット AQUOS PAD SH-05G（ドコモ タブレット アクオスパッド エスエイチゼロゴージー）は、シャープによって開発された、NTTドコモの第3.9世代移動通信システム（Xi）と第3世代移動通信システム（FOMA）とのデュアルモード端末である。ドコモ タブレットのひとつ。

## 概要
SH-06Fの事実上の後継機種
210g台で最軽量クラスのAndroidタブレットである。VoLTEやキャリアアグリゲーションをはじめとした最新の通信機能や、おサイフケータイなどもサポートする。同時にドコモから発表されている折りたたみ型の端末SH-06Gと、「PASSNOW」により着信や通知で連携できる。
キャッチコピーは「いつもあなたのそばに。最軽量クラス IGZO搭載 最新の7インチAQUOS。」。